# Косталунга (Кунео)
Косталунга је насеље у Италији у округу Кунео, региону Пијемонт.
Према процени из 2011. у насељу је живело 39 становника. Насеље се налази на надморској висини од 827 м.